# Гетто в Любани (Любанский район)
Гетто в Лю́бани (Лю́банский район) (5 июля 1941—1943) — еврейское гетто, место принудительного переселения евреев посёлка Любань Минской области и близлежащих населённых пунктов в процессе преследования и уничтожения евреев во время оккупации территории Белоруссии войсками нацистской Германии в период Второй мировой войны.

## Оккупация Любани и создание гетто
В посёлке (с 1968 года — город) Любань в 1939 году жили 1077 евреев — 35 % населения. Местечко было захвачено немецкими войсками 28 (27, 30) июня 1941 года, и оккупация продлилась более трёх лет — до 30 июня 1944 года.
Немцы очень серьёзно относились к возможности еврейского сопротивления, и поэтому в большинстве случаев в первую очередь убивали в гетто или ещё до его создания евреев-мужчин в возрасте примерно от 15 до 50 лет — несмотря на экономическую нецелесообразность, так как это были самые трудоспособные узники. Исходя из этих соображений, сразу после оккупации, 4 июля (2 августа) 1941 года, немцы обошли каждый дом и всех мужчин с пятнадцатилетнего возраста, независимо от национальности, согнали на центральную площадь и колонной повели к песчаному карьеру в 7 километрах от посёлка. Там отобрали евреев — примерно 200 человек, неевреев отпустили домой, а евреев расстреляли.
Немцы, реализуя нацистскую программу уничтожения евреев, организовали в местечке гетто — и на следующий после расстрела день, 5 июля (в середине августа) 1941 года, на центральной площади Любани появился первый приказ немецкого коменданта, по которому евреи в течение трех дней должны были переселиться в отведенный им для проживания район. Этот приказ также под угрозой смерти запрещал евреям появляться без нашитых на груди и на спине на верхней одежде желтых лат диаметром 10 сантиметров.

## Условия в гетто
В гетто Любани оказались около 2200 евреев — как местных, так и из ближайших населенных пунктов (Бояричи, Дубняки, Пласток и другие).
Под гетто в Любани отвели половину улиц Мельничной и Ленинской, Комсомольскую улицу и Банную улицу с переулками, а часть ограды гетто шла по реке Аресса. Немцы вместе с местными полицейскими продолжали постоянно делать облавы, выискивая евреев-мужчин. Всех пойманных расстреливали.
Бургомистром Любани немцы насильно назначили бывшего учителя химии Сержанина, который по возможности старался заботиться об узниках в гетто. Но в начале 1942 года он умер, и вместо него бургомистром стал некий Галченя, который был не лучше нацистов. Начальником полиции в Любани поставили бывшего главного бухгалтера МТС (машинно-тракторной станции) Гедрановича, который был членом подполья и помогал партизанам. После него начальником полиции поставили Березовского. В полицейские в Любани пошли служить садисты Мордвилко, Хижняк, Ременчик, братья Тажуны, Макейка, Марейчик, Романчук, Садовский и другие.
Евреев заставили создать юденрат, председателем которого стал бывший председатель артели извозчиков Борух Молин (убит немцами во время ликвидации гетто).

## Уничтожение гетто

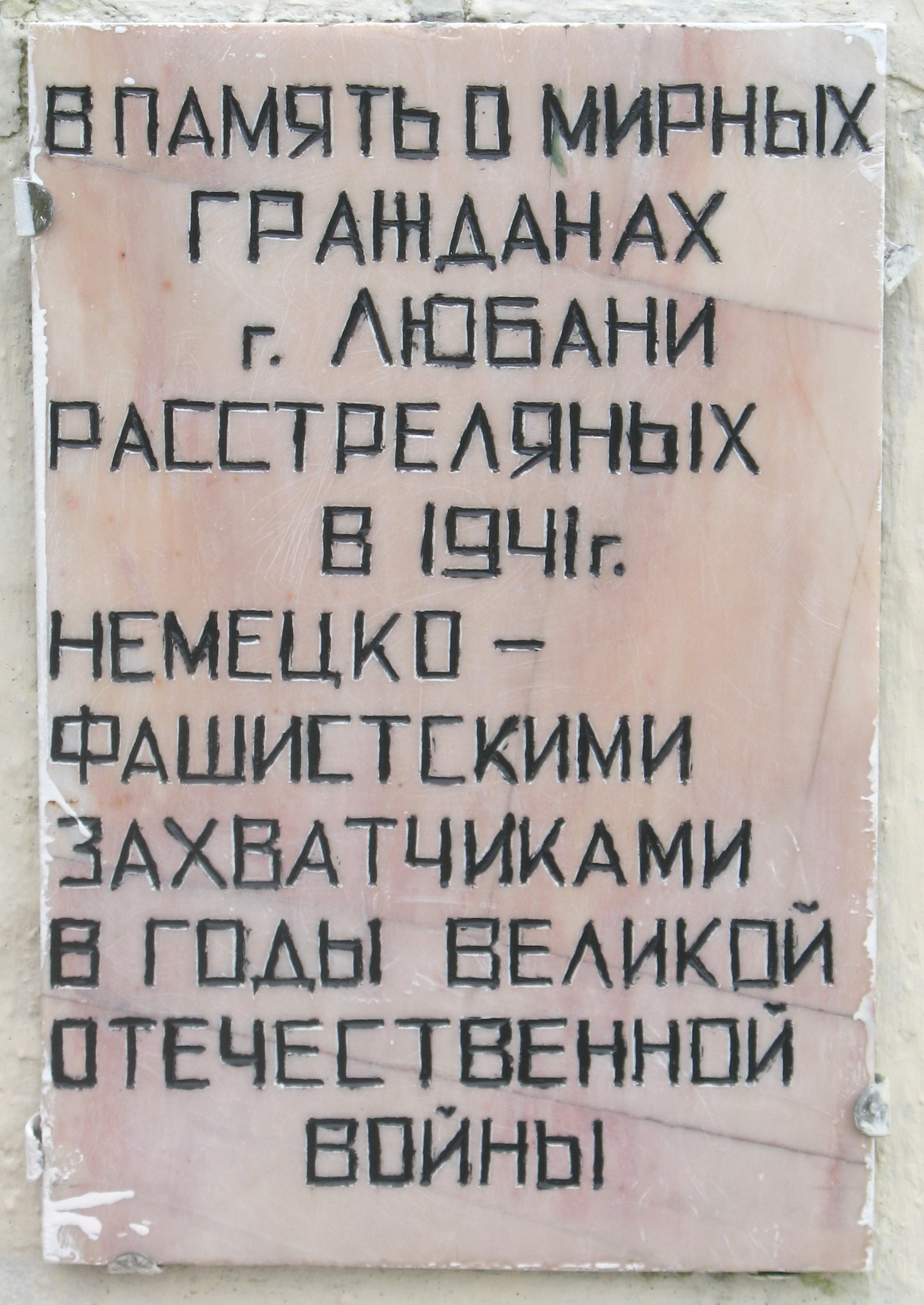
Табличка на памятнике убитым евреям Любани

С 1941 по 1943 годы узников гетто регулярно вывозили на расстрел на болото к западу от Любани; в результате этих «акций» было убито 1400 чел.
Окончательное уничтожение гетто в Любани стало, видимо, единственным случаем за годы Второй мировой войны, когда нацисты организовали массовое убийство с использованием электрического тока. В один из ноябрьских дней (4 декабря) 1941 года в семь утра полицаи вошли в гетто, вывели из домов всех евреев и пригнали их во двор бывшего райисполкома, который был уже окружен немцами и полицейскими. К полудню туда согнали 785 (около 700) евреев — всех ещё оставшихся в живых узников Любанского гетто. Под снегом, в мороз и под плач детей людей построили в колонны по 100 человек и с интервалом в полчаса стали уводить на казнь. Колонны шли под плотным конвоем с овчарками по улице Ленинской в сторону МТС. На улице Калинина у здания МТС возле заранее выкопанного большого рва стояла толпа немцев и полицаев. Ров был перекрыт тремя металлическими щитами, подключенными к генератору, установленному на большом грузовике неподалеку. Каждую колонну евреев разделяли на три группы, загоняли на эти железные плиты, подавали на них электрический ток — и люди падали в яму. По воспоминаниям свидетелей и немногих выживших, немцы совершенно спокойно смотрели на происходящее, а местные полицаи радовались, смеялись и кричали обреченным людям: «Жиды! Там вам будет новая жизнь! Богатыми все там станете!». И тогда Хая Бискина прокричала им в ответ: «Фашисты! Изверги-полицаи! Скоро наступит и ваш конец! Наш Сталин отомстит за нас! Будьте вы прокляты!». Полицай Березовский подбежал к ней и с криком: «Ах ты, жидовская большевистская морда! Подыхай!», выстрелил ей в голову и столкнул в яму.
В июне (июле) 1942 года в усадьбе Любанской МТС во время очередной «акции» (таким эвфемизмом нацисты называли организованные ими массовые убийства) были расстреляны 1150 евреев.

## Память
Всего в Любани к июлю 1942 года были убиты 1400 евреев.
В 1964 году на улице Калинина был установлен памятник евреям, убитым здесь в ноябре 1941 года, — в виде фигуры скорбящей женщины. В конце 1980-х годов на Доме культуры недалеко от этого места была установлена мемориальная доска с надписью, что тут были расстреляны евреи.
На территории МТС, где в июне 1942 года убили евреев, и в Костюковском лесу нет никаких памятных знаков.
Опубликованы неполные списки жертв геноцида евреев в Любани.

## Комментарии
1. ↑  В русском языке за служащими коллаборационистских полицейских органов закрепилось разговорное уничижительное название полица́й (во множественном числе — полица́и).